# Musée du marbre et de la pierre bleue de Bellignies
Le musée du marbre et de la pierre bleue est situé à Bellignies.

## Historique
À partir de 1821 le travail du marbre apporte une réputation internationale à Bellignies.
Le musée a été créé en 1979, il est situé dans une ancienne marbrerie au bord de l'Hogneau qui apporte la force motrice hydraulique.
Il a pour objectif de faire connaitre l'exploitation des carrières de l'Avesnois depuis le XIXe siècle.

## Collections
- cheminées de marbre
- plus de 100 pendules en marbre
- sculptures
- collection d'outils
- archives